# Jerchel (bei Gardelegen)
Jerchel (bei Gardelegen) este o comună din landul Saxonia-Anhalt, Germania.